# Temple maçonnique de Périgueux
Le temple maçonnique de Périgueux est un immeuble situé dans la préfecture du département français de la Dordogne en région Nouvelle-Aquitaine.
Ses façades nord et ouest, édifiées au XIXe siècle, sont inscrites au titre des monuments historiques par arrêté du 29 octobre 1975.

## Présentation
L'immeuble, enserré entre la rue Saint-Front et celle des Francs-Maçons, se situe dans le secteur sauvegardé du centre-ville de Périgueux, au 10 rue Saint-Front, à l'angle de la rue Notre-Dame, à moins de cent mètres au nord de la cathédrale Saint-Front.

## Histoire
À la fin du XVIIIe siècle, une salle de comédie s'implante dans les locaux d'une ancienne auberge, dans un îlot urbain au nord de la cathédrale Saint-Front. Elle devient le premier « théâtre » de Périgueux, insalubre et fonctionnant dans des conditions de sécurité douteuses. De 1836 à 1838, la ville de Périgueux fait construire un nouveau théâtre digne de ce nom sur les boulevards par Louis Catoire.
Les locaux devenant libres, ils sont loués en 1841 à une loge maçonnique qui aménage le lieu dès 1842. Cinq francs-maçons, François Bellé, Alexis Clerveaux, Ferdinand Millet-Lacombe, Émile Picot et Jean Régnier, achètent le bâtiment à la veuve du docteur Renaud, après 1858. Ce bâtiment correspond à la partie centrale du bâtiment actuel.
En 1858, la ville décide de créer la rue Saint-Front au nord de la cathédrale et cède à la loge, trois ans plus tard, côté ouest, un terrain en bordure de la nouvelle voie. Les travaux de la nouvelle façade, œuvre de l'architecte Alexandre Antoine Lambert et du sculpteur Grasset, s'effectuent en 1868 et 1869. L'inauguration du nouveau bâtiment a lieu le 4 juillet 1869.
Les parties du temple maçonnique situées de part et d'autre de la partie centrale sont achetées en 1885 et 1887 par les francs-maçons Jean Bardon, Ernest Lacoste, Ferdinand Pouyadou et Ernest Sirventon : le 30 septembre 1885, ils acquièrent le bâtiment du côté de la rue Notre-Dame à la barre du tribunal civil et le 27 janvier 1887, le bâtiment de la boulangerie des époux Bonnefon, côté rue de la Constitution.
En 1891 est constituée la société anonyme immobilière dénommée « L'Orient de Périgueux » qui reçoit le temple déjà construit et les deux bâtiments achetés en 1885 et 1887.
Du côté de la rue Notre-Dame, l'extrémité du temple maçonnique a été élevée entre 1885 et 1901. Le symétrique qu'il était prévu de construire, rue de la Constitution, n'a pas pu être édifié car les « Amis Persévérants et l'Étoile de Vésone Réunis » n'ont pu acquérir le bail commercial de la boulangerie.
La  loi du 14 août 1940 a supprimé la franc-maçonnerie. Les sculptures représentant les emblèmes maçonniques sont détruites début 1941 sur ordre du Régime de Vichy et ne sont reconstituées qu'en 1987.
En 1975, le temple maçonnique est inscrit au titre des monuments historiques pour ses façades et ses toitures.

## Architecture
Les façades de la rue Saint-Front, à l'ouest, et de la rue Notre-Dame, au nord, offrent une architecture de style mauresque balkanique avec à l’étage des fenêtres masquées de moucharabiehs. Sur la façade principale, les fenêtres du rez-de-chaussée sont surmontées de sculptures d'outils emblématiques du compagnonnage et de la franc-maçonnerie, (équerre, compas, fil à plomb, truelle, maillet...) Le portail est surmonté d'un tympan abondamment décoré de feuillages, au centre duquel se trouve une étoile à cinq branches. Au-dessus, une fenêtre encadrée de pilastres, est elle-même surmontée d'un fronton triangulaire. Toujours sur les façades, des frises géométriques soulignent le bord inférieur des toits.

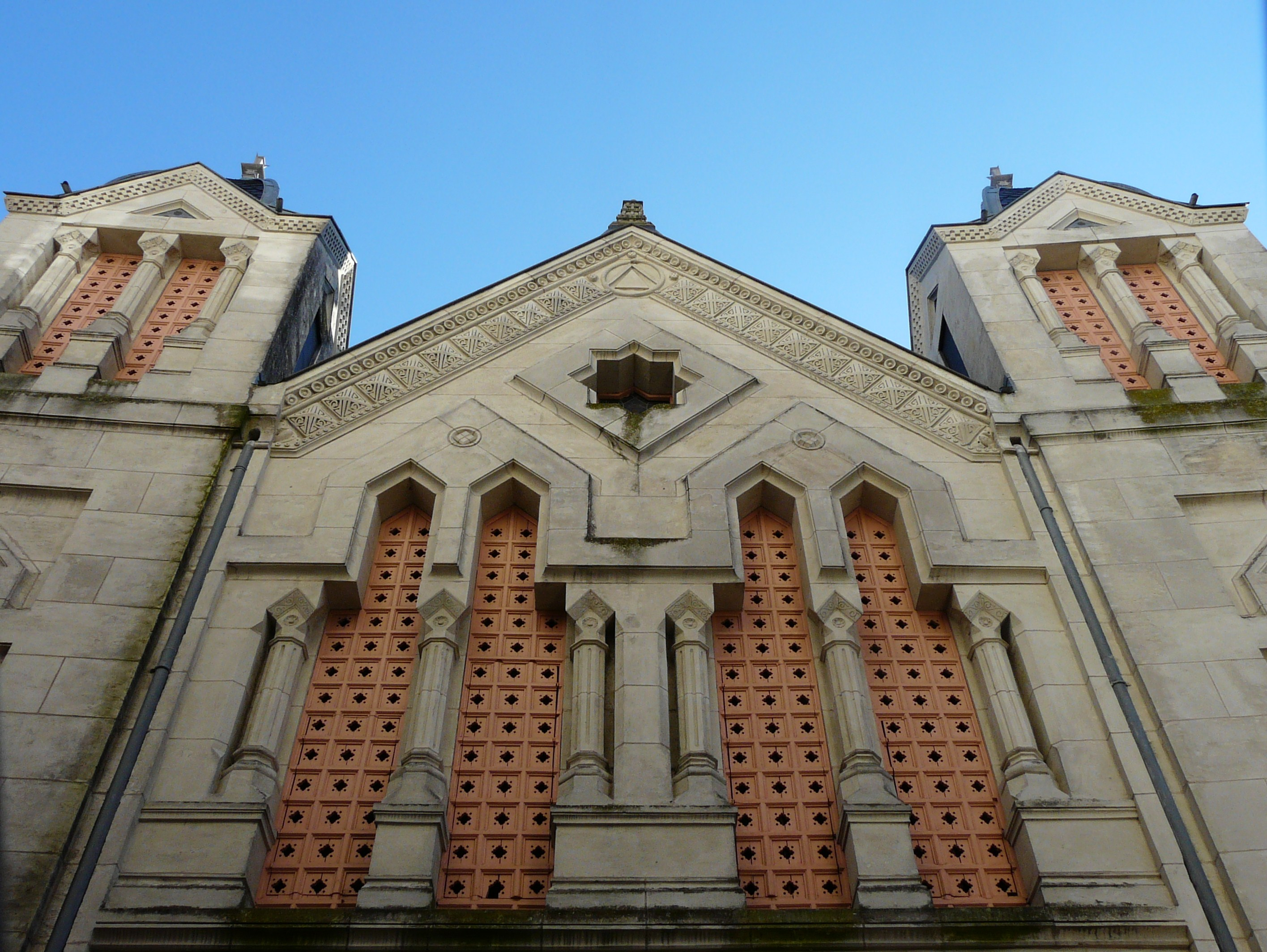
Fenêtre à moucharabieh, côté rue Notre-Dame.
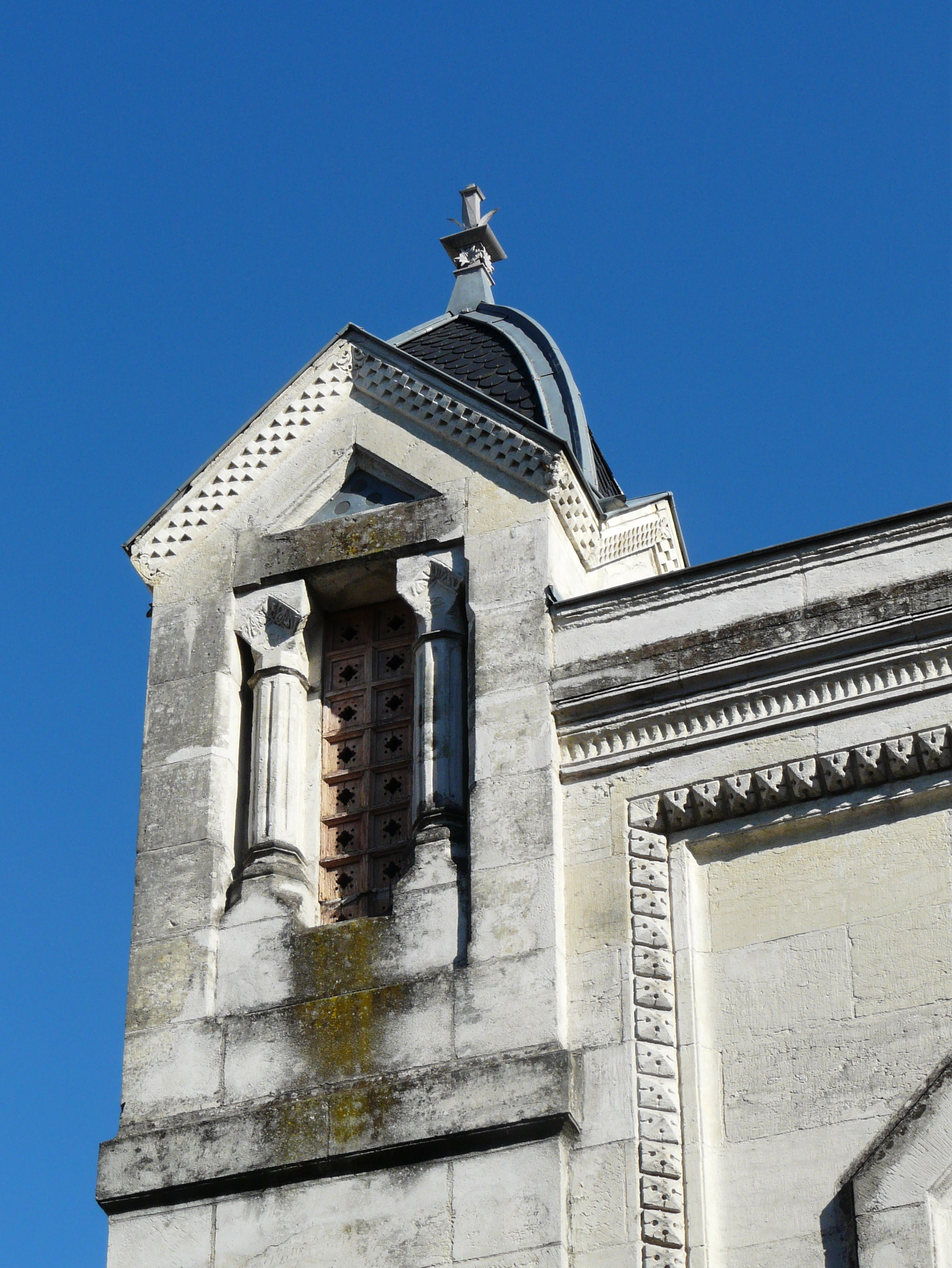
Lucarne à l'angle des rues Saint-Front et Notre-Dame.
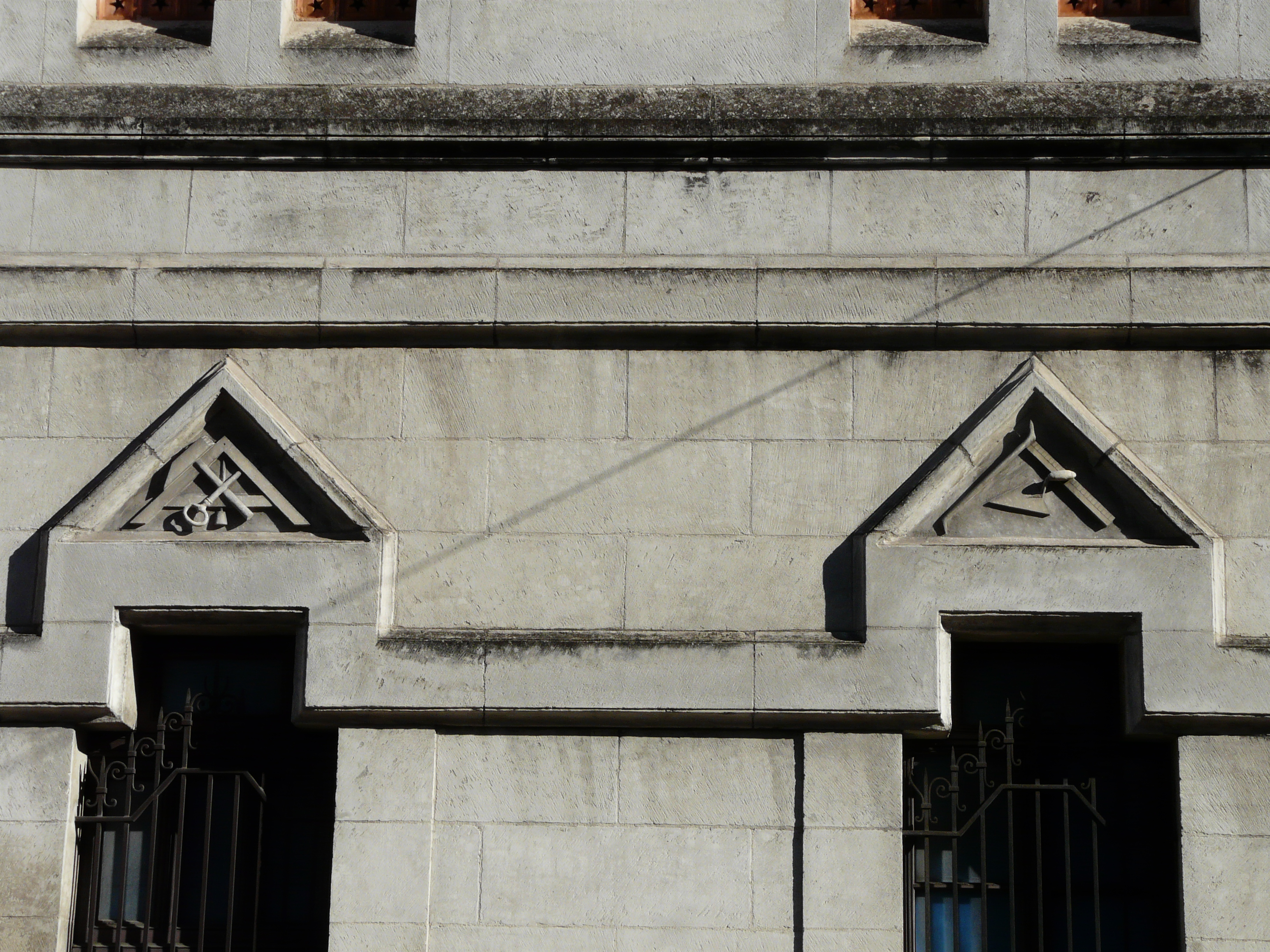
Rue Saint-Front.
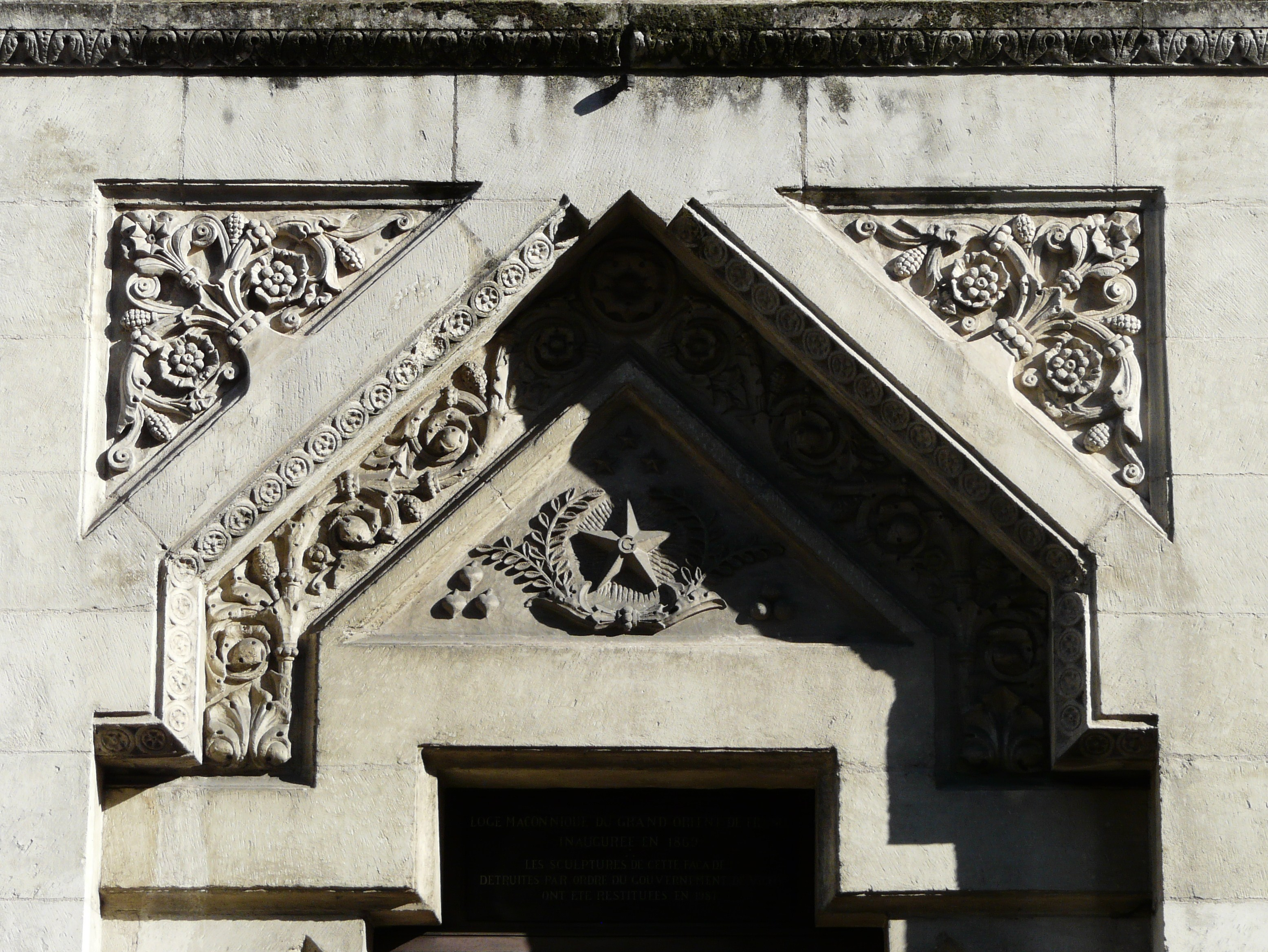
Le tympan du portail.
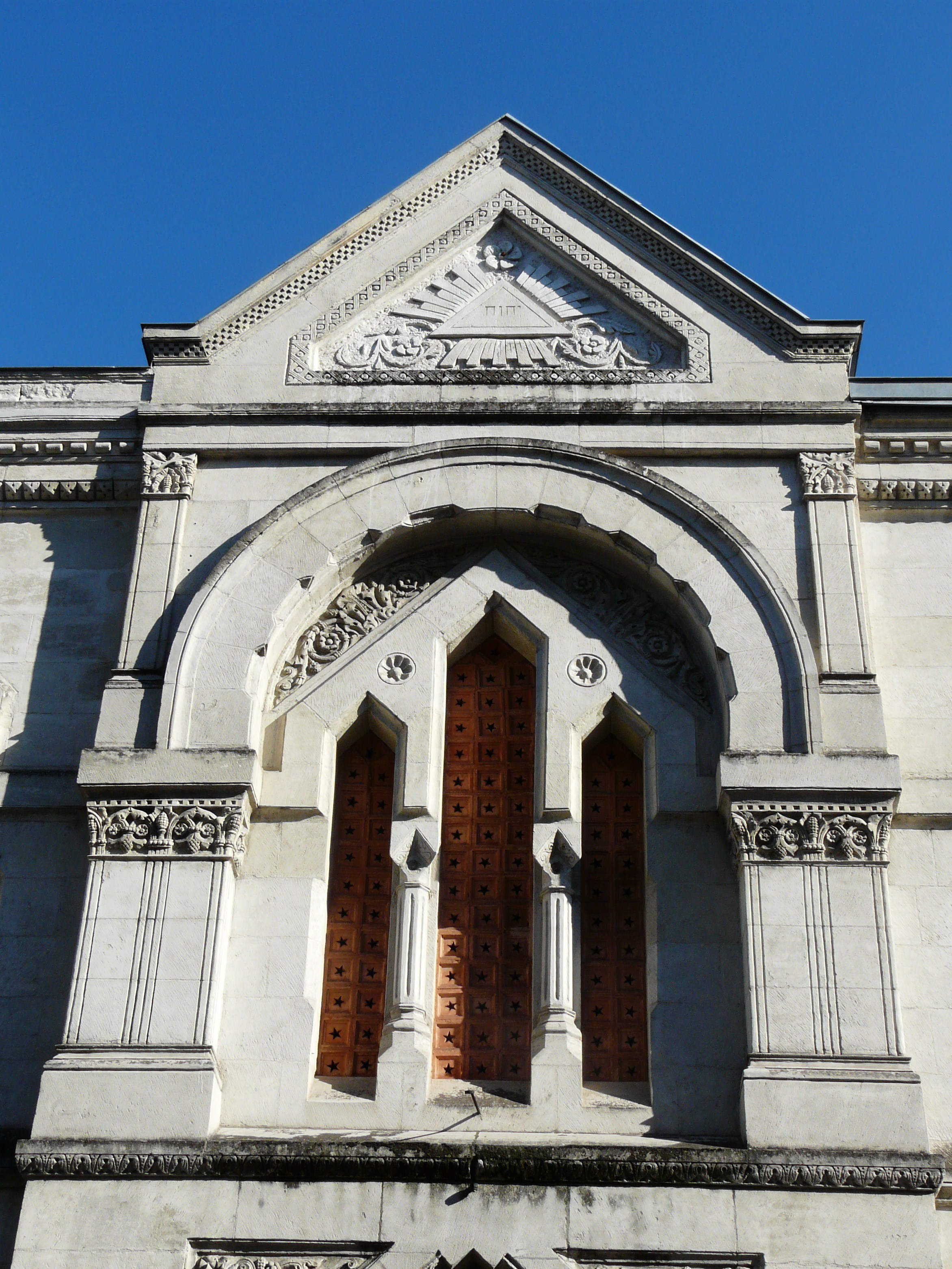
La fenêtre et le fronton au-dessus du portail.